# Evropské město mládeže
Evropské město mládeže je titul, kterým je každý rok označeno jedno z evropských měst. Během tohoto roku město dostane šanci se předvést, a to prostřednictvím mnohostranného programu, kde jejich mladí jsou spojeni s kulturním, sociálním, politickým a hospodářským životem a rozvojem. Evropské město mládeže je iniciativa Evropského fóra mládeže a první titul byl udělen v roce 2009. Od roku 2014 je Kongres místních a regionálních orgánů z Rady Evropy oficiálním partnerem, který podporuje titul Evropské město mládeže.

## Cíl
Evropské hlavní město mládeže se zaměřuje na podporu v rámci evropské spolupráce mezi mladými lidmi. Jedním z nejdůležitějších aspektů instituce je zlepšení každodenního života mládeže ve městě, které nese titul Evropské město mládeže, a to nejen po dobu trvání slavností, ale v dlouhodobém horizontu. Zajistit účast mladých lidí při navrhování a provádění plánů pro každé město mládeže a zajistit, aby mládež byla informována a aktivně se zapojila do společnosti vzhledem k možnosti pro lepší budoucnost, i to jsou priority pro iniciativu Evropského města mládeže. Cestovní ruch a zvýšená mezinárodní prestiž jsou některé z dalších výhod, které přináší jmenování Evropským městem mládeže.

## Evropské město mládeže
Chronologický seznam hlavních měst:
| Evropské hlavní město sportu | Evropské hlavní město sportu | Evropské hlavní město sportu | Evropské hlavní město sportu                              |
| Rok                          | Město                        | Země                         | Web                                                       |
| ---------------------------- | ---------------------------- | ---------------------------- | --------------------------------------------------------- |
| 2009                         | Rotterdam                    | Nizozemsko                   |                                                           |
| 2010                         | Turín                        | Itálie                       |                                                           |
| 2011                         | Antverpy                     | Belgie                       |                                                           |
| 2012                         | Braga                        | Portugalsko                  | Braga 2012                                                |
| 2013                         | Maribor                      | Slovinsko                    | Maribor 2013 Archivováno 15. 12. 2016 na Wayback Machine. |
| 2014                         | Soluň                        | Řecko                        | Soluň 2014                                                |
| 2015                         | Kluž                         | Rumunsko                     | Kluž 2015                                                 |
| 2016                         | Gjandža                      | Ázerbájdžán                  | Ganja 2016 Archivováno 20. 12. 2016 na Wayback Machine.   |
| 2017                         | Varna                        | Bulharsko                    | Varna 2017 Archivováno 6. 1. 2017 na Wayback Machine.     |
| 2018                         | Cascais                      | Portugalsko                  | Carcais 2018 Archivováno 1. 12. 2017 na Wayback Machine.  |
| 2019                         | Novi Sad                     | Srbsko                       | Novi Sad 2019                                             |
| 2020                         | Amiens                       | Francie                      |                                                           |
| 2021                         | Klaipėda                     | Litva                        |                                                           |
| 2022                         | Tirana                       | Albánie                      |                                                           |